# Monitoratge cardíac
El monitoratge cardíac es refereix generalment al monitoratge  contínu o intermitent de l'activitat cardíaca, generalment per electrocardiografia, amb avaluació de l'estat del pacient en relació al seu ritme cardíac. És diferent del monitoratge hemodinàmic, que controla la pressió i el flux de sang dins del sistema cardiovascular. Els dos es poden realitzar simultàniament en pacients cardíacs crítics. La monitorització cardíaca amb un petit dispositiu utilitzat per un pacient ambulatori (un prou bé per caminar) es coneix com a electrocardiografia ambulatòria (com amb un Monitor Holter, un ECG ambulatori sense fil o un gravador de bucle implantable). La transmissió de dades des d'un monitor a una estació de control distant es coneix com a telemetria o biotelemetria

## Classificació
El seguiment cardíac a l'entorn de ECG té un enfocament principal en el seguiment de l'arítmia, l'infart de miocardi i el seguiment de l'interval QT. Es tracta d'una eina de diagnòstic no invasiva i el monitoratge està categoritzat pel sistema de qualificació desenvolupat per l'American College of Cardiology Emergency Cardiac Care Committee.
Les diferents classes són les següents:
Classe I: la monitorització cardíaca està indicada en tots o en la majoria dels pacients.
Classe II: el seguiment cardíac pot ser beneficiós, però no és essencial.
Classe III: la monitorització cardíaca no està indicada perquè el risc d'esdeveniment greu del pacient és baix. El seguiment no tindrà benefici terapèutic.

## Serveis mèdics d'emergència
En l'àmbit de l'atenció mèdica aguda extrahospitalària, els serveis d'ambulància i altres proveïdors de serveis mèdics d'emergència utilitzen monitors cardíacs per avaluar el ritme cardíac del pacient. Els proveïdors amb llicència o certificats a nivell de paramèdic estan qualificats per interpretar ECG. La informació obtinguda dels ECG es pot utilitzar per dirigir el tractament del pacient a un centre assistencial, especialment als laboratoris de cateterisme.

## Serveis d'urgències
En els serveis d'urgències, la monitorització cardíaca forma part el seguiment de les constants vitals dels pacients de la medicina d'urgències i, generalment, s'hi inclou l'electrocardiografia.

### Monitor/desfibril·lador
Alguns monitors digitals de pacients, especialment els que utilitzen serveis d'EMS, sovint incorporen un desfibril·lador al propi monitor de pacient. Aquests monitors/desfibril·ladors solen tenir les capacitats normals d'un monitor d'UCI, però tenen capacitat de desfibril·lació manual (i normalment semiautomàtica DEA). Això és especialment bo per als serveis d'EMS, que necessiten un monitor i desfibril·lador compactes i fàcils d'utilitzar, així com per al transport de pacients. La majoria dels desfibril·ladors de monitor també tenen capacitat d'estimulació transcutània a través de grans DEA com coixinets adhesius (que sovint es poden utilitzar per a la monitorització, la desfibril·lació i l'estimulació) que s'apliquen al pacient en una configuració anterior-posterior. Les unitats desfibril·ladores de monitor sovint tenen paràmetres de monitorització especialitzats, com ara la capnografia de forma d'ona, la PA invasiva i, en alguns monitors, la pulsioximetria Masimo Rainbow SET.
Alguns exemples de desfibril·ladors de monitor són els Lifepak 12, 15 i 20 fabricats per Physio Control, el Philips Heartstart MRx i les sèries E, R i X de ZOLL Medical.
|  |  |  |

## Ambulatoris de llarga durada
Hi ha dues classificacions àmplies per als monitors d'esdeveniments cardíacs: manuals (o muts) i automàtics. Els monitors automàtics d'esdeveniments d'ECG tenen la capacitat de controlar l'ECG del pacient i fer enregistraments d'esdeveniments anormals sense requerir la intervenció del pacient. Els gravadors manuals d'esdeveniments d'ECG requereixen que el pacient sigui simptomàtic i que activi el dispositiu per gravar un esdeveniment; això fa que aquests dispositius siguin inservibles mentre, per exemple, el pacient dorm. Una tercera classificació, la gravadora de bucle implantable, proporciona habilitats tant automàtiques com manuals.

Un exemple de monitorització automàtica és el monitor d'esdeveniments cardíacs transtelefònic. Aquest monitor es posa en contacte amb els tècnics d'ECG, per telèfon, de manera regular, transmetent els ritmes d'ECG per a un seguiment continu. El monitor d'esdeveniments cardíacs transtelefònic normalment pot emmagatzemar aproximadament cinc "esdeveniments cardíacs" que solen durar entre 30 – 60 segons.

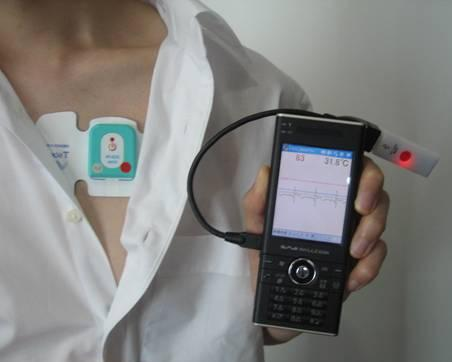
Monitor ECG sense fil portàtil
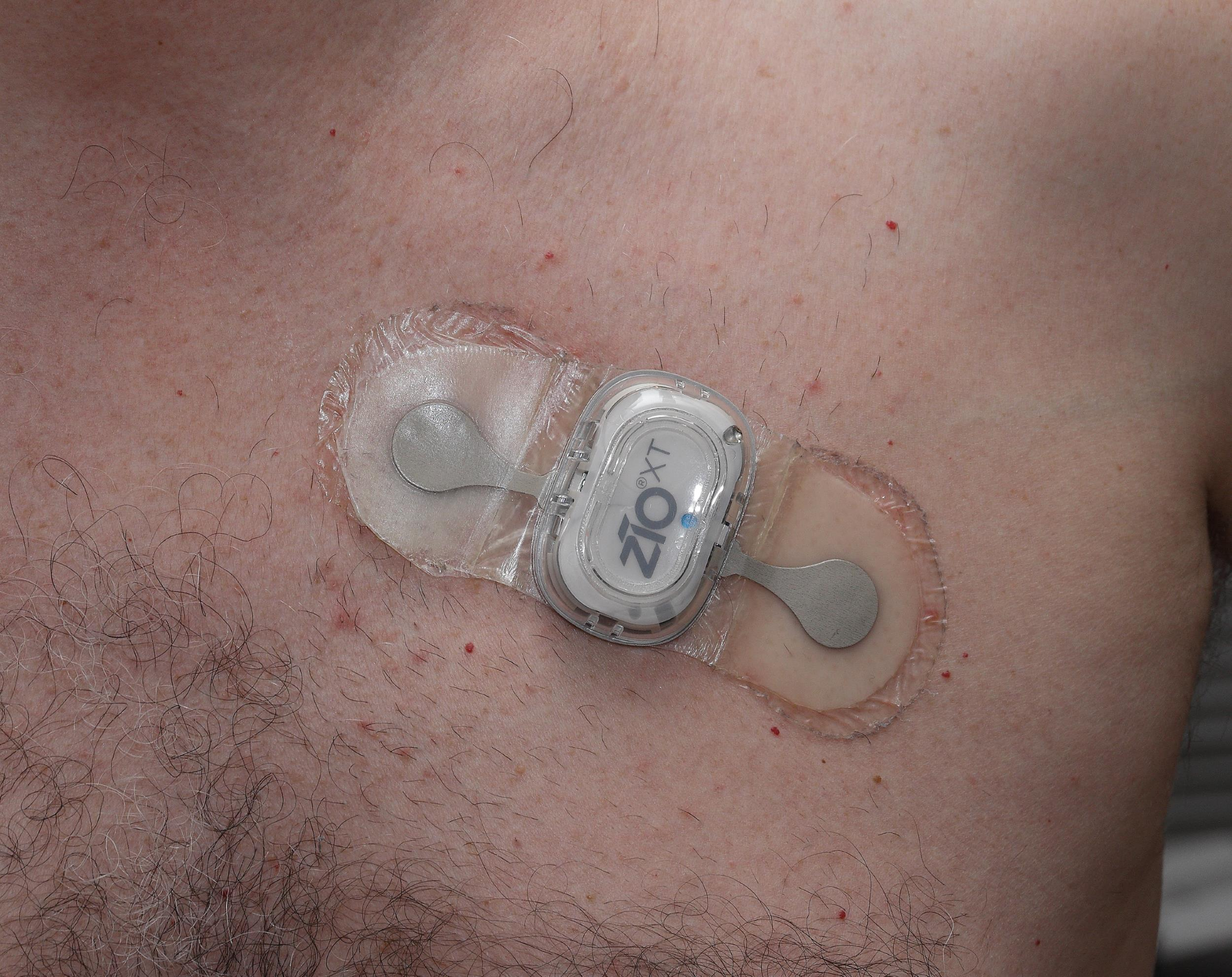
Pegat iRhythm ZIO XT, nou dies després de la seva col·locació

## Monitorització de la freqüència cardíaca
Més informació: Monitor de freqüència cardíaca
El control de la freqüència cardíaca es pot realitzar com a part de l'electrocardiografia, però també es pot mesurar convenientment amb monitors de freqüència cardíaca específics. Aquests monitors de freqüència cardíaca són utilitzats en gran manera pels intèrprets de diversos tipus d'exercici físic..
Un monitor cardíac genèric té les següents funcions:
- Una mostra de freqüència cardíaca i ritme cardíac
- Alarmes sonores per sobre i per sota d'un límit preestablert
- Capacitat per determinar la presència d'arítmies

Hi ha molts tipus diferents de monitors cardíacs. Per a ús personal, el monitor Holter és un monitor extern que utilitza cables amb pegats que s'uneixen a la pell per mesurar i registrar contínuament l'activitat cardíaca durant 1-2 dies. Es pot portar un enregistrador d'esdeveniments al cos fins a 30 dies. Una unitat de telemetria cardíaca mòbil és un monitor portàtil que detecta, registra i transmet els ritmes cardíacs durant un màxim de 30 dies. Per a un ús a llarg termini, un monitor cardíac inserible es col·loca sota la pell i detecta i registra automàticament els ritmes cardíacs anormals durant un màxim de 5 anys.

### Monitorització de la freqüència cardíaca fetal
El control de la freqüència cardíaca fetal és cada cop més freqüent en l'atenció estàndard de les pacients embarassades abans del part. A partir de l'any 2002, el 85% dels embarassos als Estats Units es van controlar mitjançant la monitorització electrònica del fetus. El monitoratge electrònic fetal generalment utilitza tecnologia d'ecografia Doppler per proporcionar retroalimentació en temps real sobre l'activitat cardíaca del fetus tant durant la gestació com el part, però altres tecnologies com ara l'anàlisi de la tensió generada pel múscul uterí que es contrau mesura a la superfície de la pell o el registre d'ambdues. estan sorgint l'ECG fetal i l'ECG de la mare i la filtració de l'ECG de la mare.

### Monitors de freqüència cardíaca portàtils per fer exercici
Els nous monitors de freqüència cardíaca portàtils mesuren indirectament la freqüència cardíaca amb fotopletismografia de reflectància. El monitor il·lumina el teixit de la pell amb un díode emissor de llum (LED) i detecta la intensitat de la llum reflectida amb el fotodetector. Els monitors òptics de freqüència cardíaca portàtils són menys fiables que els monitors de freqüència cardíaca basats en elèctrodes. La precisió dels monitors òptics de freqüència cardíaca portàtils varia segons el tipus d'exercici. El to de la pell i els artefactes de moviment contribueixen a aquest error.

## Cobertura d'assegurances
Hi ha dos tipus de seguiment cardíac que està cobert per Medicare:
- Electrocardiografia ambulatòria (AECG): inclou el monitoratge cardíac que se situa en un entorn ambulatori durant un període específic. Els dispositius AECG són diferents d'altres eines de monitorització cardíaca, ja que es poden utilitzar per determinar incidències específiques d'arítmia, que normalment no es detecta mitjançant un ECG estàndard. Per tant, els dispositius AECG s'utilitzen normalment per identificar i determinar la gravetat dels símptomes associats amb l'arítmia cardíaca i / o isquèmia miocardíaca. Els dispositius AECG es duen a terme normalment per instal·lacions de proves diagnòstiques independents (IDTF).
- Seguiment transtelefonic dels marcapassos cardíacs (codi CPT 93293): el seguiment dels marcapassos cardíacs és necessari per garantir la qualitat i l'estat dels marcapassos i identificar possibles inconvenients o signes de fallada del marcapassos, el que redueix la possibilitat de fallades sobtades del